# Nathalie Arthaud
Nathalie Arthaud (Peyrins,Drôme 23 de febrero de 1970) es una profesora y política francesa, y desde el 9 de diciembre de 2008 portavoz de Lucha Obrera, partido político de extrema izquierda. También es concejal municipal encargada de la juventud en el ayuntamiento de Vaulx-en-Velin, electa dentro de la lista de candidatos presentada por el Partido Comunista Francés, que igualmente incorporaba militantes de Initiative citoyenne y Les alternatifs, agrupaciones políticas menores. 
Por otro lado, Nathalie Arthaud es profesora de economía y administración en el lycée Le Courbusier en Aubervilliers, Seine-Saint-Denis en los suburbios de París.
Nathalie Arthaud fue candidata a la presidencia de Francia por su partido político.

## Trayectoria política

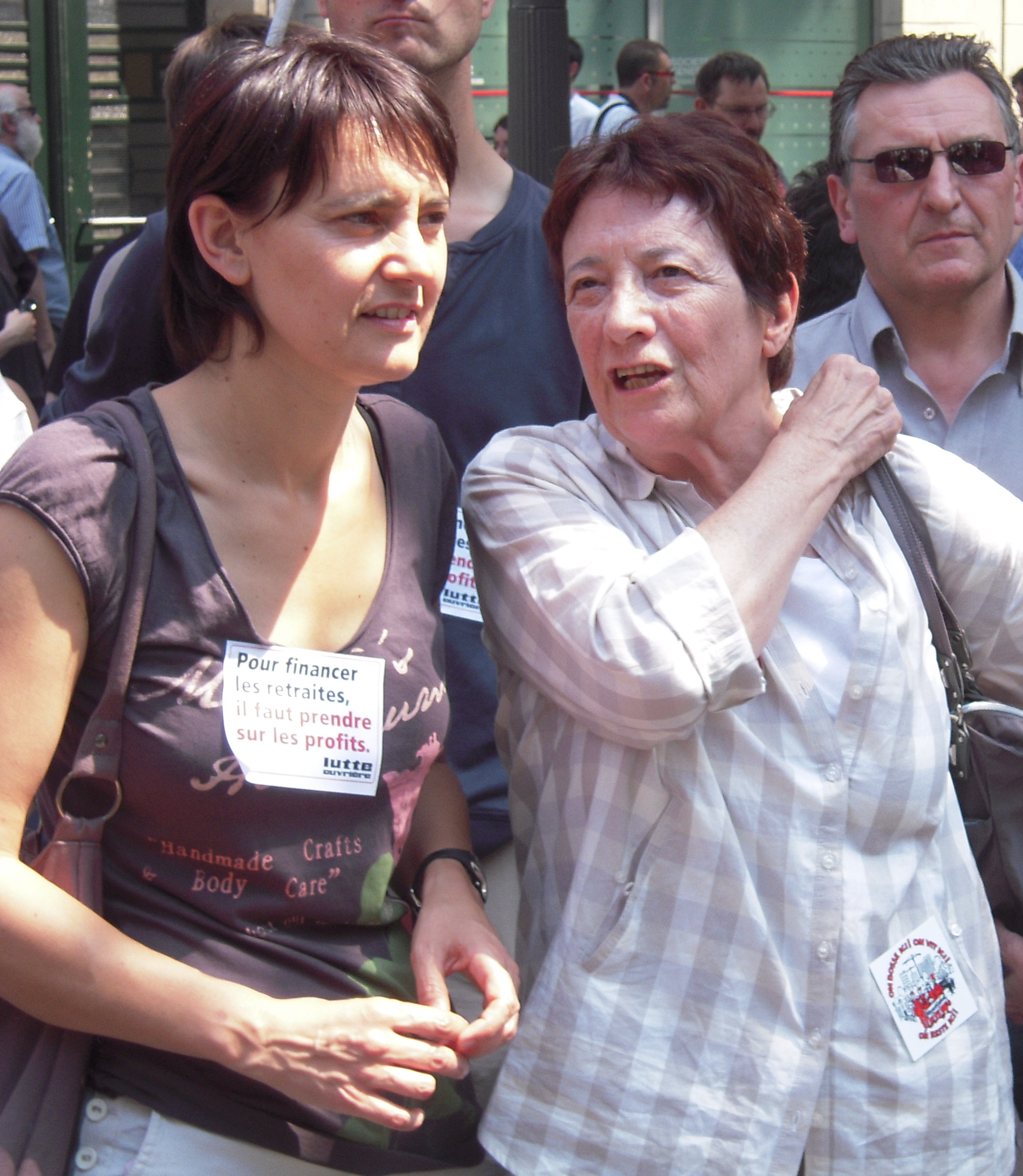
Su predecesora Arlette Laguiller fue la primera mujer que se presentó a unas elecciones presidenciales francesas, y hasta la fecha ostenta el récord de candidaturas consecutivas, con seis, en 1974, 1981, 1988, 1995, 2002 y 2007.

Nathalie Arthaud ocupó el cargo de portavoz de Arlette Laguiller durante la campaña para las elecciones presidenciales de 2007.
En la conferencia de prensa al término del congreso anual de Lutte ouvrière, el 8 de diciembre de 2008, Nathalie Arhuad es designada oficialmente portavoz nacional del partido. Ella explica que el hecho que su partido haya escogido UNA portavoz es una decisión feminista voluntarista: « Es una política voluntarista que asumimos completamente. Incluso nuestros camaradas masculinos están orgullosos de ello. Les recuerdo que Arlette Laguiller fue la primera mujer en presentarse a las elecciones presidenciales, señal de que L.O. siempre ha estado a la vanguardia en esa cuestión».
Como nueva portavoz nacional de L.O., conduce la campaña de su partido para las elecciones al Parlamento Europeo de 2009 en Francia. Es cabeza de lista de su partido en la Circunscripción sudeste de Francia, obteniendo 24 727 votos, es decir 0,84 % de los sufragios.
En las elecciones regionales de 2010 en Ródano-Alpes, la lista que encabezaba obtuvo 1,42 % de los sufragios emitidos.

## Candidatura a la elección presidencial de 2012

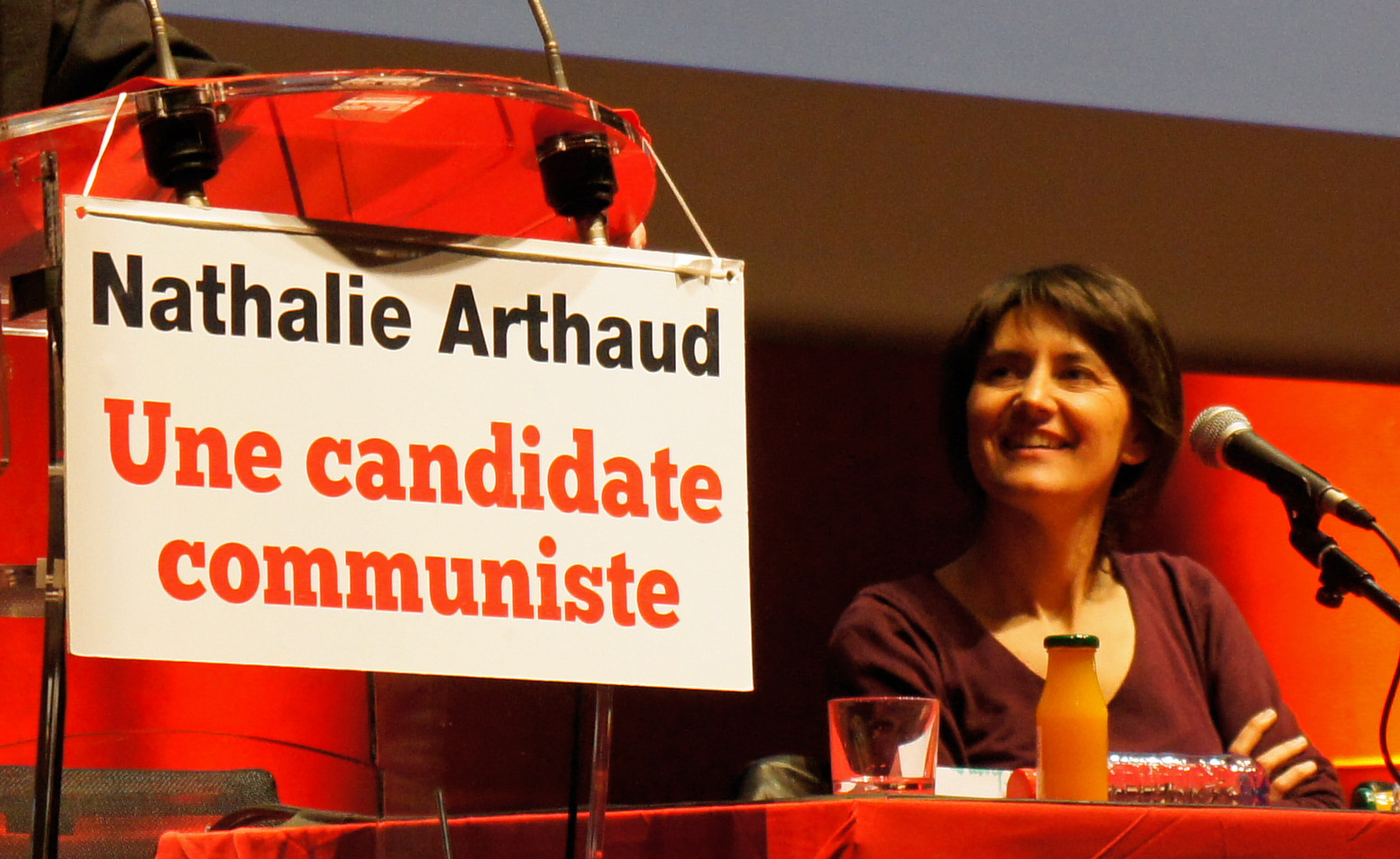
Nathalie Arthaud en marzo de 2012

El 5 de diciembre de 2010, fue designada candidata de L.O. a la Presidencia de Francia. Nathalie Arthaud es la primera de los candidatos a la Presidencia en presentar, el 7 de marzo de 2012, al Consejo Constitucional francés las 500 firmas de patrocinio de 500 personalidades electas. Sobre estas elecciones, ella ha declarado « Para L.O., los momentos electorales no son esenciales. Lo que sí es fundamental es que el pueblo salga a las calles, como durante las huelgas de 1995, en 1968, o en 1936. Yo me digo que un momento como ése puede ocurrir fácilmente. Y si hubiera que esperar mucho tiempo, no me afectaría tanto. Sólo soy un eslabón de la cadena.»